# ベスト・オブ・アリソン・クラウス〜ア・ハンドレッド・マイルズ・オア・モア
『ベスト・オブ・アリソン・クラウス〜ア・ハンドレッド・マイルズ・オア・モア』（原題：A Hundred Miles or More: A Collection）は、アメリカ合衆国のブルーグラス・ミュージシャン、アリソン・クラウスが2007年に発表したベスト・アルバム。

## 背景
「ユーアー・ジャスト・ア・カントリー・ボーイ」、「シンプル・ラヴ」、「ヤコブズ・ドリーム」、「アウェイ・ダウン・ザ・リヴァー」、そしてジョン・ウェイトとのデュエット「レイ・ダウン・ビサイド・ミー」は本作が初出で、これら5曲はいずれもナッシュビルのエメラルド・スタジオA（「ユーアー・ジャスト・ア・カントリー・ボーイ」のストリングスのみナッシュビルのオーシャン・ウェイ・レコーディング）で録音された。なお、新曲のうち「ヤコブズ・ドリーム」を除く4曲では、エイブラハム・ラボリエル（ベース）とエイブラハム・ラボリエル・ジュニア（ドラムス）の父子がリズム・セクションを務めた。

## 反響
アメリカの総合アルバム・チャートBillboard 200では2007年4月21日に10位を記録し、自身初の全米トップ10アルバムとなった。また、『ビルボード』のカントリー・アルバム・チャートでは3位に達した。
ノルウェーのアルバム・チャートでは、2007年当時は30位止まりだったが、2008年第40週に再びチャート入りして、翌週には7位に達し、合計4週にわたりトップ10入りするヒットとなった。全英アルバムチャートでは5週トップ100入りして最高38位を記録し、自身初の全英トップ40アルバムとなった。

## 評価
本作からの新曲「シンプル・ラヴ」は、第50回グラミー賞で最優秀女性カントリー・ボーカル・パフォーマンス賞にノミネートされた。
James Christopher Mongerはオールミュージックにおいて5点満点中3.5点を付け「過去の録音が含まれているが、いわゆるグレイテスト・ヒッツ・アルバム的なパッケージではなく、収録された16曲は、クラウスの多数のコラボレーション、サウンドトラックへの提供曲、それにユニオン・ステーション以外のミュージシャンとのセッションである。とはいえ、クラウスの多才ぶりを味わいたいと思っている向きには、十分に中身のある曲集である」と評している。また、ティム・ネルソンはBBCのレビューで「選曲はブルーグラス、カントリー、フォークから、ウェイトの"Missing You"（この再録音はアルバムの聴き所の一つである）というポップ・ロックにまで及んでいるが、クラウスの力強い高音ボーカルと、彼女の伝統に対する誠実さによって、まとまりを見せている」と評している。

## 収録曲
1. ユーアー・ジャスト・ア・カントリー・ボーイ - "You're Just a Country Boy" (Fred Hellerman, Marshall Barer) - 3:28
  - 未発表曲。
2. シンプル・ラヴ - "Simple Love" (Sarah Siskind) - 4:45
  - 未発表曲。
3. ヤコブズ・ドリーム - "Jacob's Dream" (Julie Lee, John Pennell) - 5:25
  - 未発表曲。
4. アウェイ・ダウン・ザ・リヴァー - "Away Down the River" (J. Lee) - 5:43
  - 未発表曲。
5. ソーイング・オン・ザ・ストリングス - "Sawing on the Strings" (Lewis Compton) - 3:03
  - 2004年、CMT「フレイム・ワーシー・ビデオ・ミュージック・アワード」のショウで初披露された曲。
6. ダウン・トゥ・ザ・リヴァー・トゥ・プレイ - "Down to the River to Pray" (Traditional) - 2:56
  - 映画『オー・ブラザー!』（2000年）のサウンドトラックより。
7. ベイビー・マイン - "Baby Mine" (Ned Washington, Frank Churchill) - 3:37
  - コンピレーション・アルバム『The Best of Country Sing the Best of Disney』（1996年）より。
8. モリー・バウン - "Molly Bán" (Paddy Moloney) - 4:46
  - チーフタンズのアルバム『ダウン・ジ・オールド・プランク・ロード』（2002年）より。
9. ハウズ・ザ・ワールド・トリーティング・ユー - "How's the World Treating You" (Chet Atkins, Boudleaux Bryant) - 3:22
  - デュエット・ウィズ・ジェームス・テイラー
  - コンピレーション・アルバム『Livin', Lovin', Losin': Songs of the Louvin Brothers』（2003年）より。
10. ザ・スカーレット・タイド - "The Scarlet Tide" (Elvis Costello, T Bone Burnett) - 2:56
  - 映画『コールド マウンテン』（2003年）のサウンドトラックより。
11. ウィスキー・ララバイ - "Whiskey Lullaby" (Bill Anderson, Jon Randall) - 4:20
  - デュエット・ウィズ・ブラッド・ペイズリー
  - ブラッド・ペイズリーのアルバム『Mud on the Tires』（2003年）より。
12. ユー・ウィル・ビー・マイ・エイン・トゥルー・ラヴ - "You Will Be My Ain True Love" (Sting) - 2:31
  - 映画『コールド マウンテン』（2003年）のサウンドトラックより。
13. アイ・ギヴ・ユー・トゥ・ヒズ・ハート - "I Give You to His Heart" (Ron Block) - 4:28
  - 映画『プリンス・オブ・エジプト』（1998年）のサウンドトラックより。
14. ゲット・ミー・スルー・ディセンバー - "Get Me Through December" (Gordie Sampson, Fred Lavery) - 6:30
  - ナタリー・マクマスター（英語版）のアルバム『In My Hands』（1999年）より。
15. ミッシング・ユー - "Missing You" (John Waite, Mark Leonard, Charles Sanford) - 4:41
  - デュエット・ウィズ・ジョン・ウェイト
  - ジョン・ウェイトのアルバム『Downtown: Journey of a Heart』（2007年）より。
16. レイ・ダウン・ビサイド・ミー - "Lay Down Beside Me" (Don Williams) - 4:59
  - デュエット・ウィズ・ジョン・ウェイト
  - 未発表曲。